# Bramantino
Bartolomeo Suardi, més conegut com a Bramantino (Milà, c. 1455 - c. 1535) va ser un pintor i arquitecte italià.

## Biografia
Va néixer a Milà, fill d'Alberto Suardi, encara que registres de la seva vida romanen encara poc clars. Hi ha una menció de «Bramantino de Milà» en les biografies de Piero della Francesca, Benvenuto Tisi (Garofalo), Girolamo da Carpi, i Jacopo Sansovino escrites per Giorgio Vasari. Fredberg cita «pseudo-Bramantino» activo a Nàpols a començaments del segle xvi estant probablement Pietro Sardi. El Bramantino de Vasari, si és que va existir, va treballar per al papa Nicolau V entre 1450 i 1455. Si això és veritat, va treballar aleshores abans de l'aparició de les obres citades per Bartolomeo Suardi. D'altra banda, hi és documentat que Suardi va participar en la fi de 1508 en la decoració de la «Stanze del Vaticà» -encara que per a 1509 ja estava de tornada a Milà-. A més a més, aquest Bramantino té la serena i a vegades artificial quietud del classicisme de Piero della Francesca, Leonardo da Vinci, i d'Ercole Ferrarese. Freedberg sosté que Bartolomeo Suardi, va néixer al voltant de 1465, va ser educat per Donato Bramante, qui va ser influït per la tradició pròpia del quattrocento, d'Urbino, coneguda com a realisme immòbil.

## Obres de maduresa
El 1508 es va comprometre a Roma. Donato Bramante va pensar en l'arquitectura de Bramantino, i el pupil va assistir al mestre en la realització de l'interior de l'església de Santa Maria presso San Satiro a Milà.
Va realitzar, en pintura, retrats de personatges cèlebres del Vaticà. Les seves obres més primerenques que es coneixen són Nativitat -dècada de 1490, Pinacoteca de Brera- i Ecce Homo -cap a 1495, Museu Thyssen-Bornemisza-. Una de les seves obres més conegudes és la lúgubre Adoració dels mags (1495-98), a la National Gallery de Londres. Torna al classicisme impassible i sense emoció, i al simètric purisme lògic geomètric, aquesta figura és significativa pel tall imaginatiu de l'edifici que revela una muntanya extravagant a l'últim pla.
Un Cristo in pietà -circa 1505, ara en Ambrosiana- es troba en fragments. Abans de 1508, va dissenyar tapissos dels mesos per a Gian Giacomo Trivulzio -al Castello Sforzesco-. L'Altar de Sant Miquel o la Madonna col Bambino fra san Giacomo e san Luigi a l'Ambrosiana,obra significativa per l'assassinat en escorç "Ari heretge" enfront de Sant Ambròs i a la geganta granota morta -que simbolitza el dimoni- davant de Sant Miquel i al fons dos sants impassibles, que data de 1510. Freedberg veu en aquesta pintura un impuls influït per Leonardo de circumscriure la imatge a un món on la quasi-abstracta geometria rigorosa, caracteritzada per ...amenaçadores siluetes d'arquitectura imaginària i inhumana, construïda per una regla i un quadrat, que prenen una gran importància. Les figures, fins i tot quan intenten revelar emocions, apareixen buides, distants, «autòmats» confinats a ser peons de l'exercici geomètric, una mica comú en les primeres obres de Piero della Francesca. Una altra obra mestra és la Crucifixió de Brera (c. 1510-1520).
|  |  |